# Zwarcie doziemne
Zwarcie doziemne – zwarcie pomiędzy przewodem liniowym a ziemią w sieci z punktem neutralnym uziemionym bezpośrednio lub w sieci z punktem neutralnym uziemionym przez impedancje.